# Шапочка из фольги

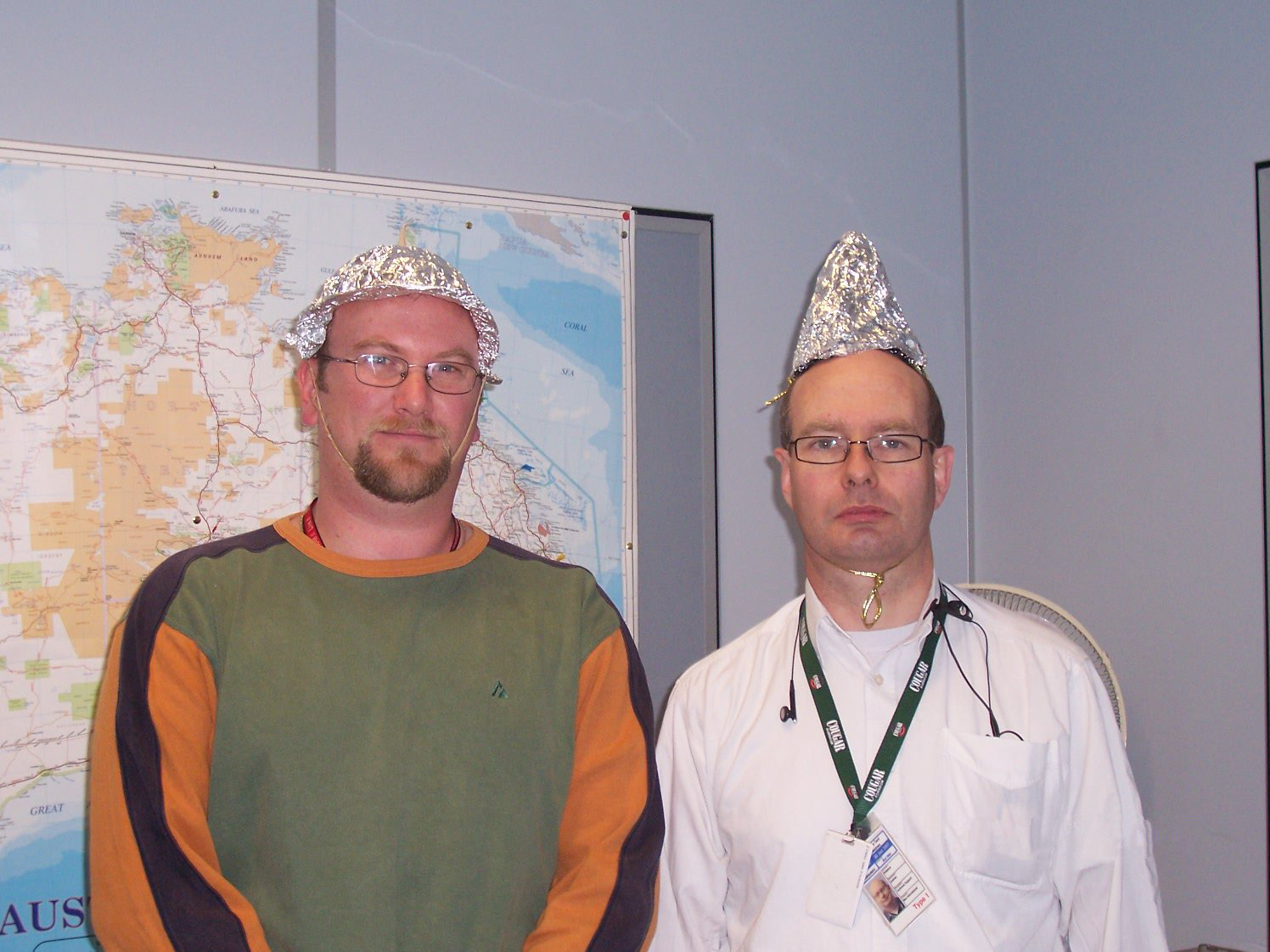
Два человека в «защитных» шапочках из фольги

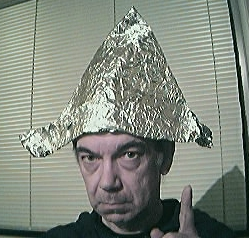
Двууголка из фольги

Ша́почка из фольги́ — головной убор из металлической (обычно алюминиевой) фольги, якобы способный защищать мозг и сознание от вредных излучений и влияний (это никогда не подтверждалось научными исследованиями). Часто в разных странах используется как атрибут при изображении сторонников теорий заговора.

## Практическое использование
Благодаря свойству алюминиевой фольги отражать инфракрасное излучение, шапочки из фольги помогли израильским врачам снизить тепловую нагрузку, приходящуюся на голову хирурга во время операций, проводимых недоношенным детям, у которых не установилась собственная терморегуляция тела и которые нуждаются в использовании внешних обогревателей.

## Курьёзы
В январе 2020 года гражданин Узбекистана при нелегальном пересечении белорусско-литовской границы использовал шапочку из фольги, чтобы обмануть тепловизоры пограничников. Сообщалось, что подобные случаи фиксировались неоднократно.
В ноябре 2024 года учителя семи школ в Воронежской области изготовили и надели шапочки из фольги под названием «Шлемы Отечества» для защиты от «облучения спутниками НАТО», ссылаясь на указания «Единой России». Позже оказалось, что акция была розыгрышем белорусского пранкера Владислава Бохана, который использовал поддельный «приказ» с логотипом партии.

## Научное исследование
Предположение о том, что фольга может значительно уменьшить интенсивность воздействия высокочастотного излучения на мозг, не лишено смысла. Хорошо сделанная защита из фольги работает как клетка Фарадея, экранируя поступающее извне радиоизлучение. Школьный эксперимент демонстрирует данный факт — радиоприёмник ставится на фольгу и накрывается металлическим ведром, что приводит к значительному снижению силы сигнала. Эффективность такого укрытия от излучения определяется толщиной стенок в соответствии с глубиной скин-слоя (расстояние, на которое может проникнуть излучение в неидеальном проводнике). Частота, соответствующая полумиллиметровому слою фольги, составляет около 20 кГц, то есть такой слой частично блокирует и длинные, и средние, и ультракороткие волны, а пропускает только волны сверхдлинноволнового диапазона.
Эффективность шапочки из фольги для экранировки радиоизлучения сильно снижается из-за того, что она закрыта не полностью и не заземлена. Если просто спрятать радиоприёмник под ведром (без проводящего слоя снизу), сигнал останется практически той же силы (но здесь нужно учитывать, что приёмники сигнала с амплитудной модуляцией имеют систему автоматической регулировки усиления — при уменьшении сигнала его усиление  увеличивается, чтобы слушатель не испытывал дискомфорта от изменения громкости звучания).
Исследование, проведённое аспирантами Массачусетского технологического института, выявило способность шапочки из фольги как ослаблять, так и усиливать излучение в зависимости от частоты, причём взаимное расположение источника и человека в шапочке не играло существенной роли.

## Шапочка из фольги и паранойя
Некоторые люди верят в способность шапочек из фольги и других подобных устройств останавливать голоса в их головах и/или не позволять правительственным организациям, спецслужбам, инопланетянам, рептилоидам, космическим лучам или сверхъестественным силам читать мысли или управлять сознанием против их воли. Эти люди полагают, что фольга отражает управляющие сигналы (например, от HAARP), передаваемые через внечувственное восприятие или через микроволновый слуховой эффект. .